# Parc Chevtchenko
Le parc de la culture et des loisirs Taras Chevtchenko  (en ukrainien : Парк імені Тараса Шевченка), ou parc Chevtchenko, est un parc situé à Odessa, en Ukraine.
Le stade Tchornomorets, le monument au Marin inconnu (en) et la colonne Alexandre II (en) s'y trouvent.
Il porte le nom du poète Taras Chevtchenko.

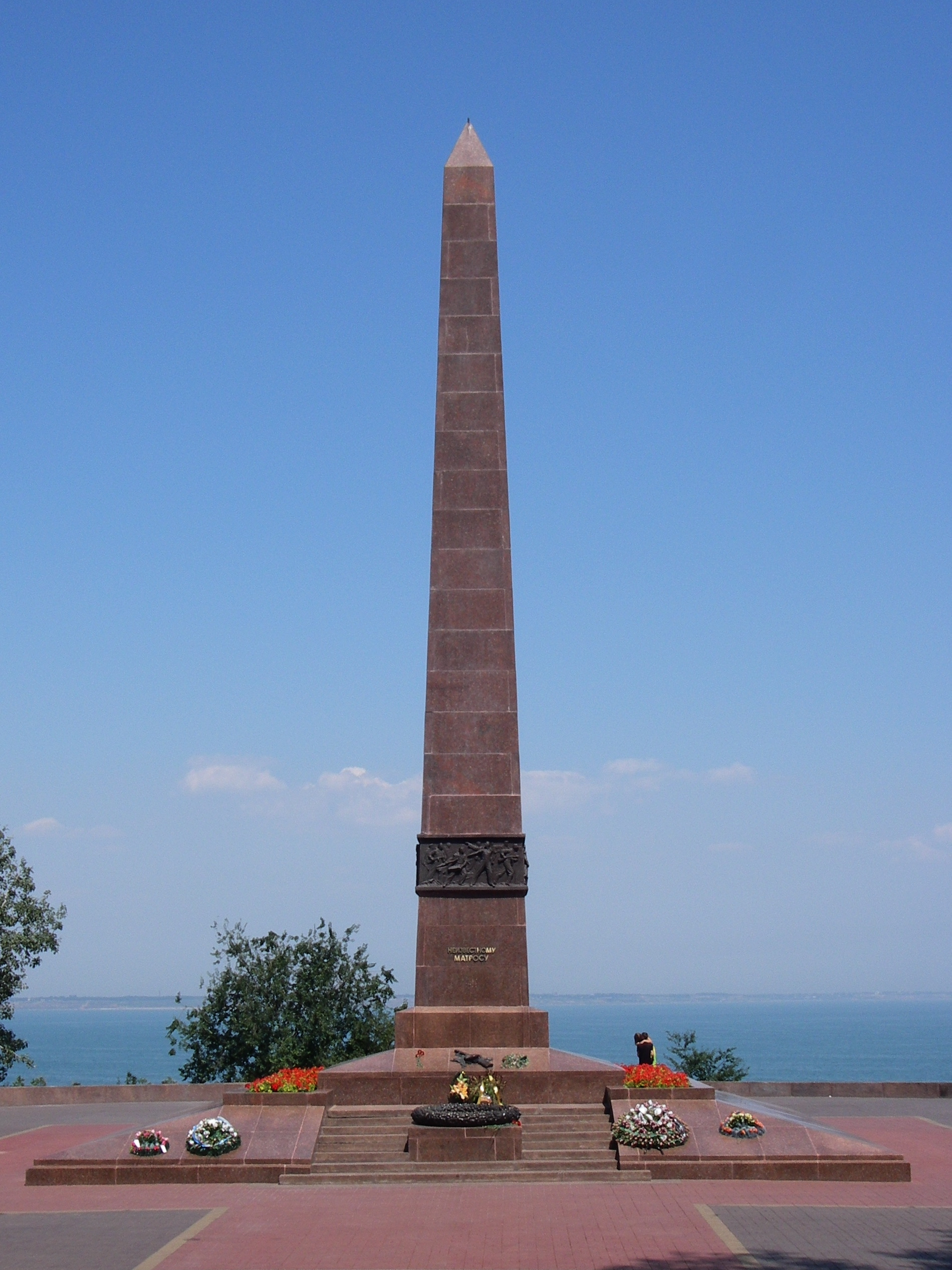
Monument au Marin inconnu (en).
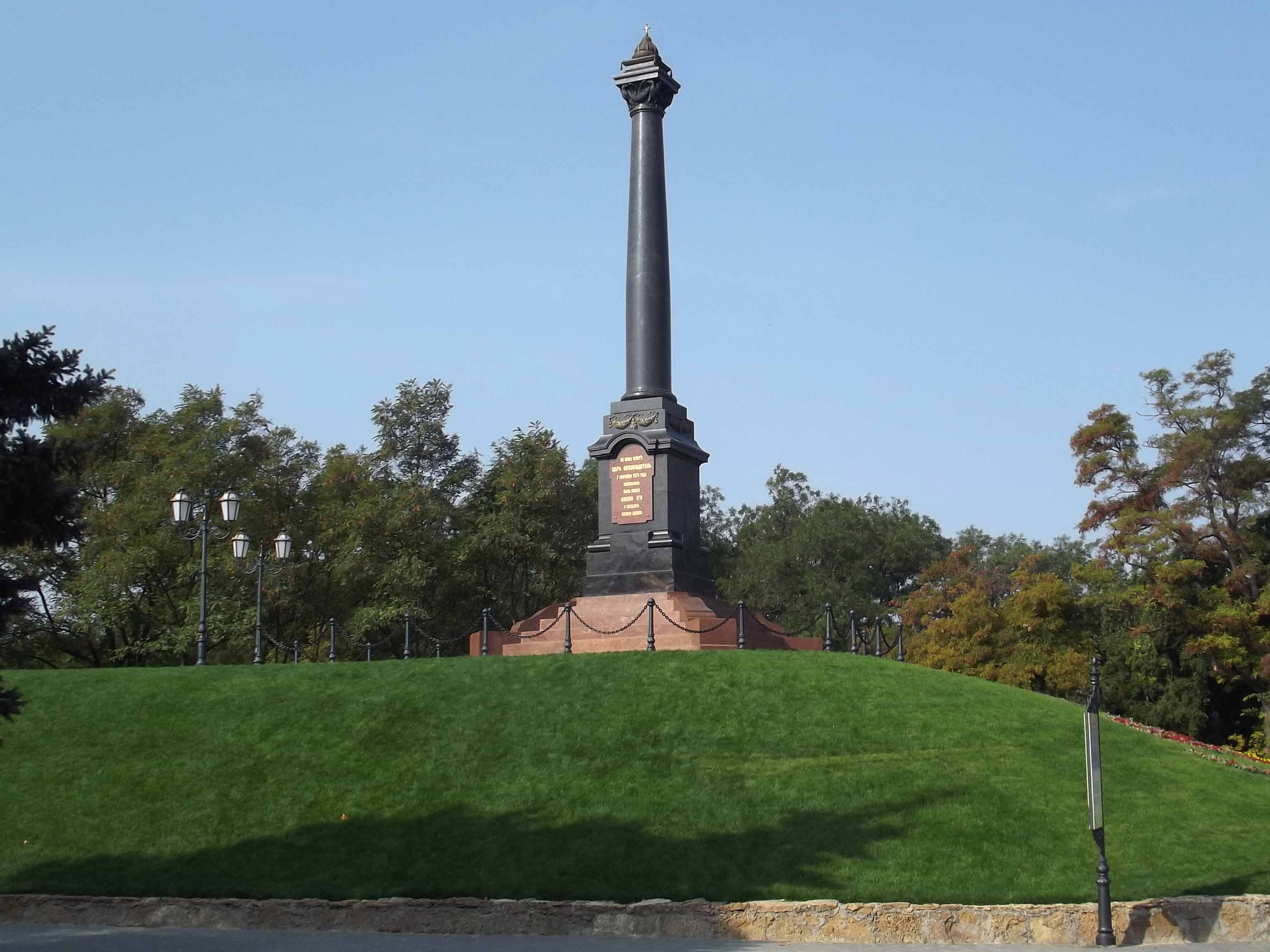
Colonne Alexandre II (en).